# دوك هوليداي (لاعب كرة قدم أمريكية)
دوك هوليداي (بالإنجليزية: Doc Holliday)‏ هو لاعب كرة قدم أمريكية أمريكي، ولد في 21 أبريل 1957 في هوريكان في الولايات المتحدة.